# Endert
Die Endert, auch Endertbach genannt, ist ein 22,3 km langer linker Nebenfluss der Mosel in Rheinland-Pfalz. 

## Verlauf
Die Endert entspringt in der Eifel nordöstlich von Ulmen nahe der A 48 und fließt dann in südöstlicher Richtung überwiegend abseits von Straßen durch ein enges Waldtal. In Cochem, der einzigen Ortschaft unmittelbar am kleinen Fluss, mündet dieser in die generell nordöstlich gerichtete Mosel.

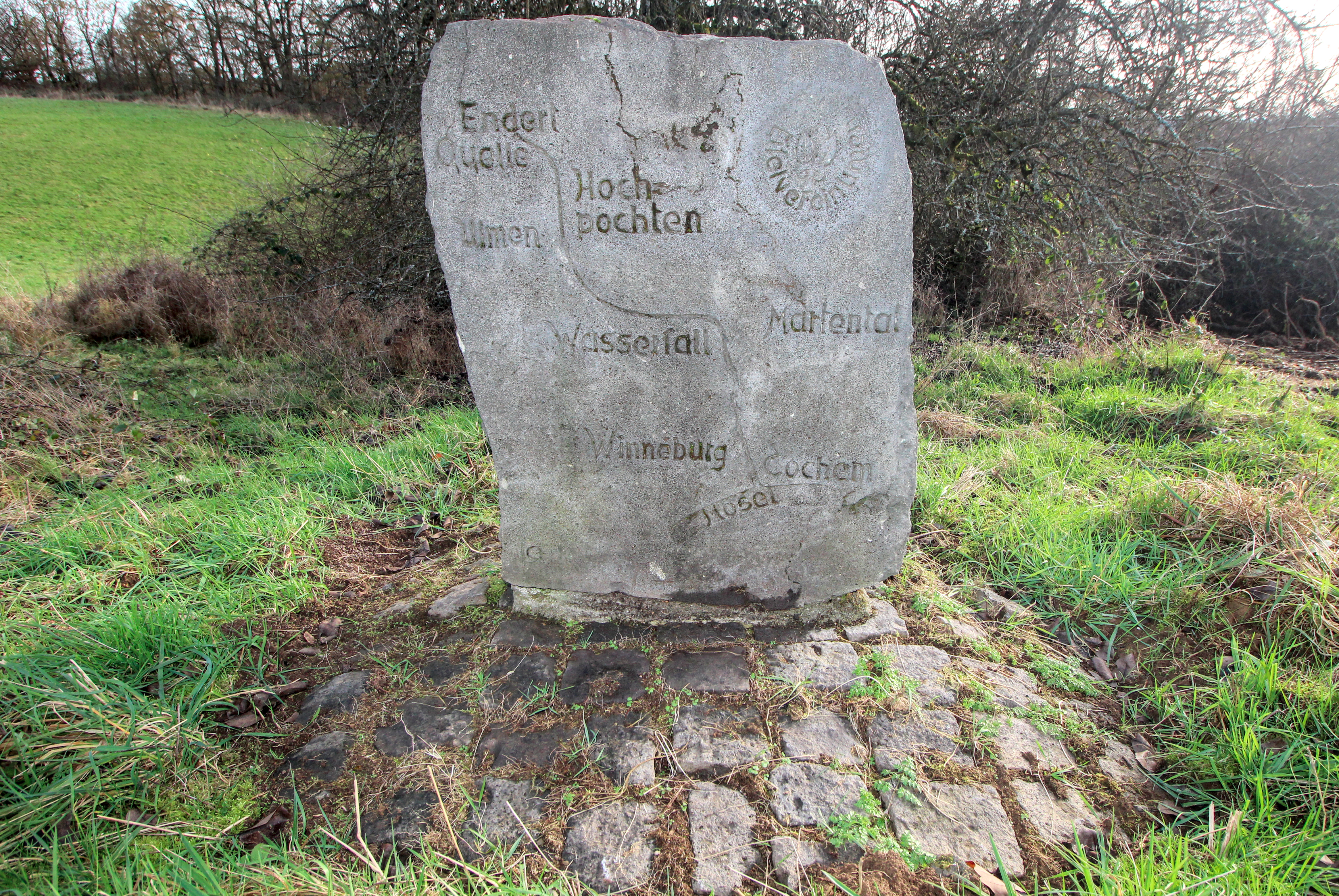
Die Endertquelle bei Höchstberg
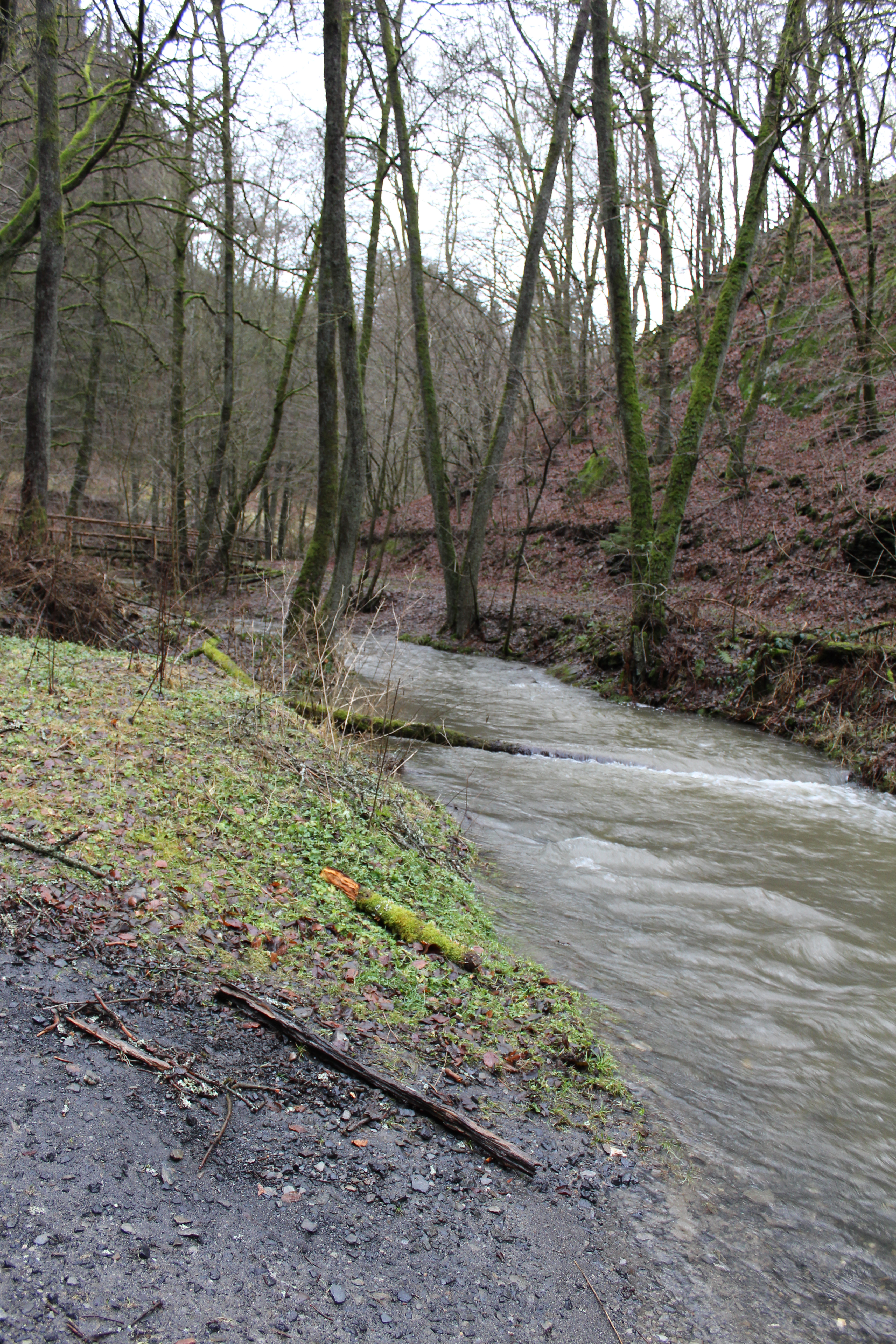
Die Endert bei Martental
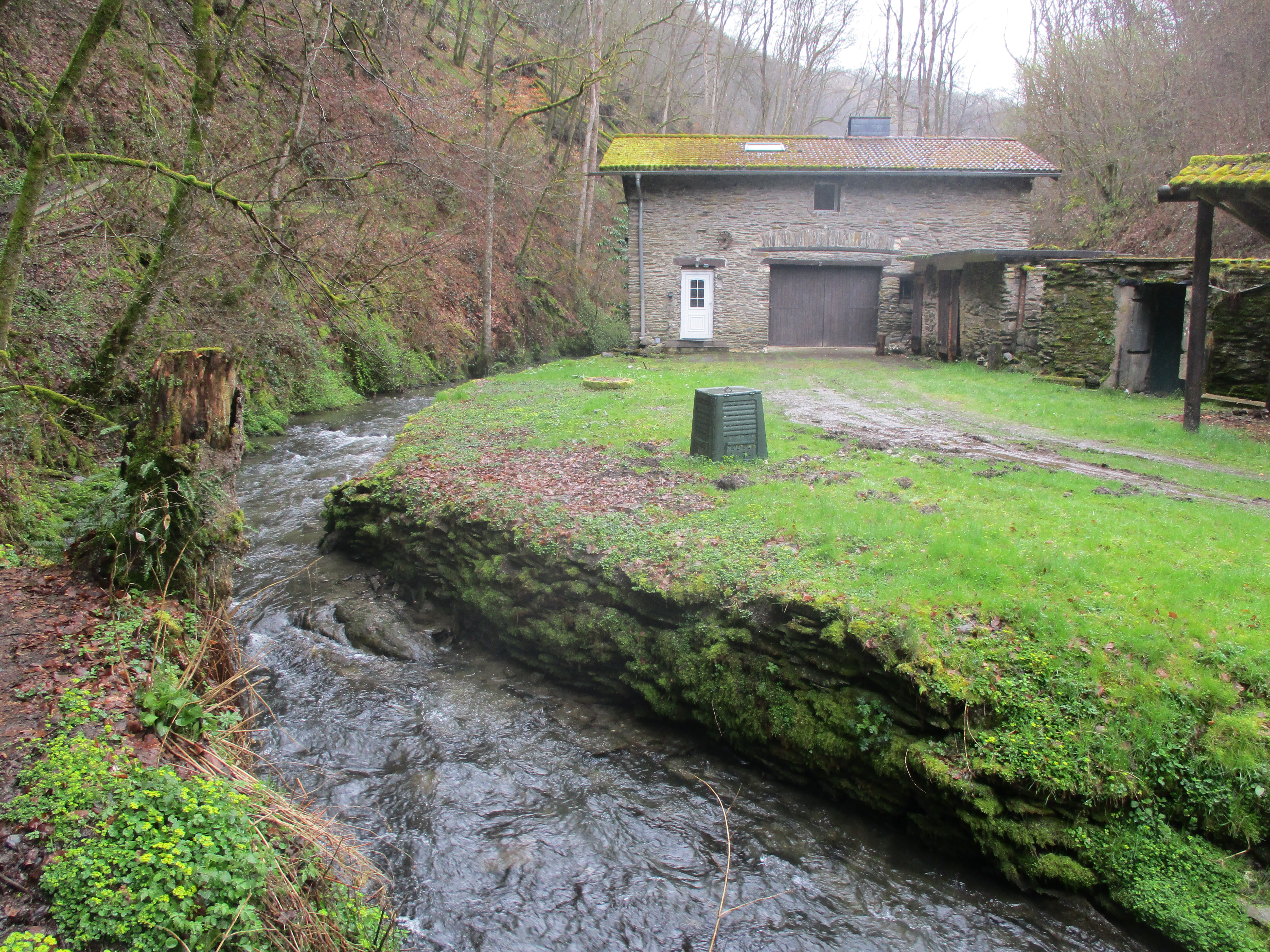
Die Wilde Endert zwischen Ulmen und Müllenbach in der Vulkaneifel
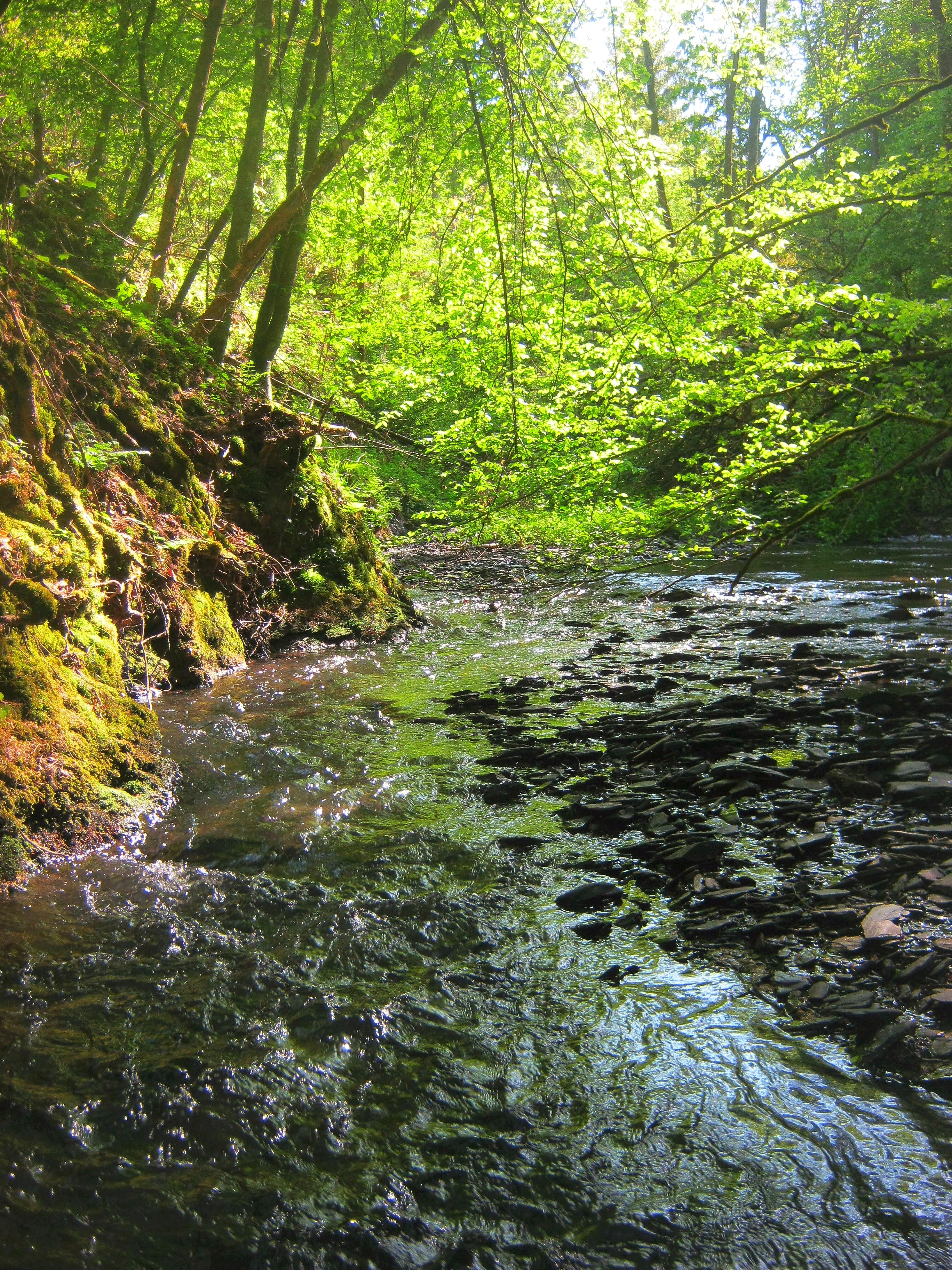

## Sehenswürdigkeiten

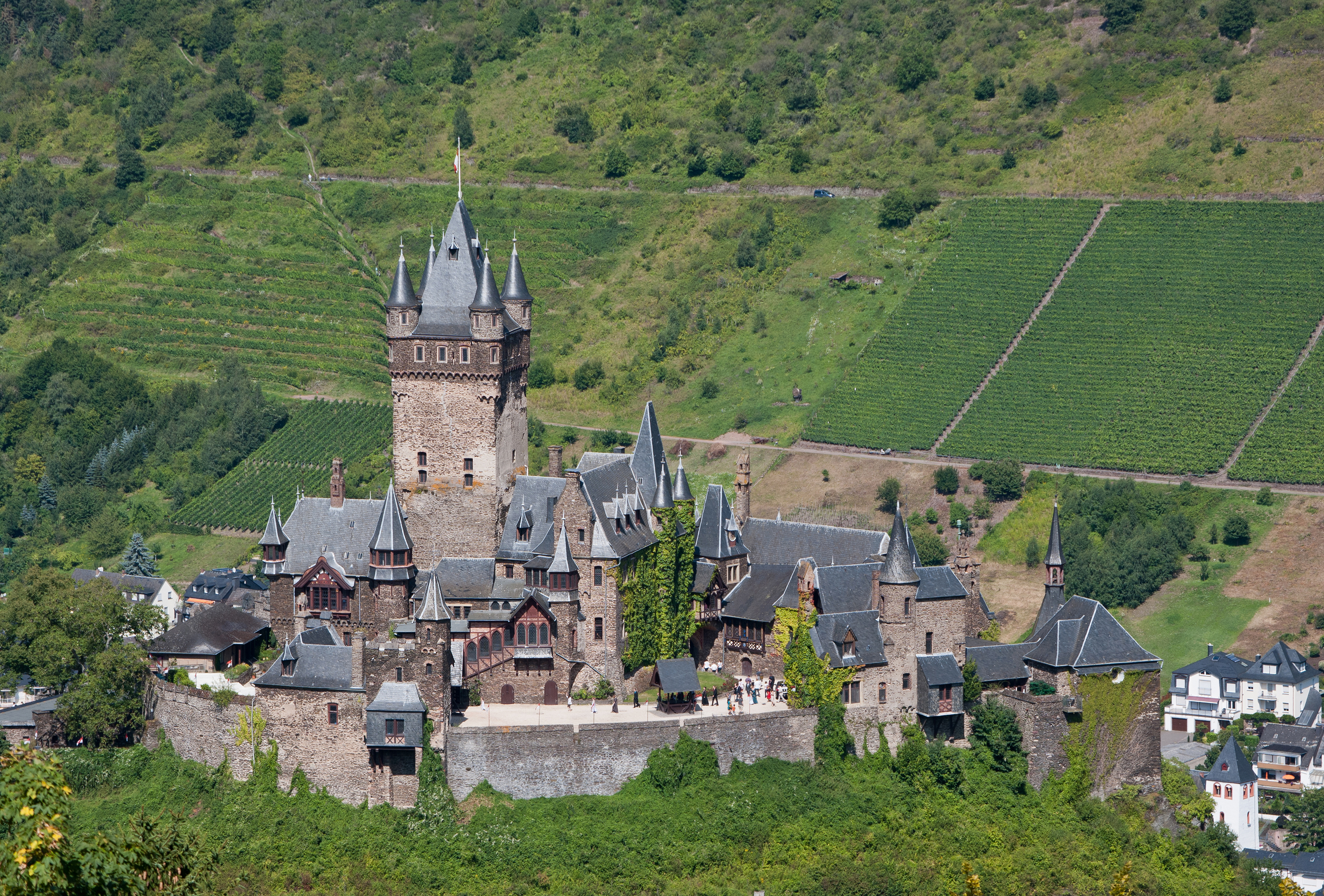
Die Reichsburg Cochem

Zu den Sehenswürdigkeiten an der Endert gehören im oberen Talabschnitt Martental die Wallfahrtskirche Maria Martental und der 7 Meter hohe Endertfall Die Rausch sowie im mittleren, zunehmend tief in die Eifellandschaft eingeschnittenen Abschnitt, die schluchtartige Szenerie. Der untere Talabschnitt wird überragt von der Ruine Winneburg und der den Mündungsbereich überschauenden Reichsburg Cochem.

## Freizeit und Erholung
Entlang des Baches verläuft der Erlebnisweg Im Tal der wilden Endert. Er verläuft über 20,1 km von Ulmen nach Cochem.
Startpunkt ist die Kreuzritterburg in Ulmen. Von dort geht es über das Antoniuskreuz zur Rausch, einem etwa sieben Meter hohen Wasserfall. Weiter führt der Weg an der Wallfahrtskirche Maria Martental, die nur wenige Meter neben dem gleichnamigen Kloster liegt, zu dem sie gehört. An der Napoleonsbrücke vorbei, gelangt man über viele enge Pfade und kleine Brücken weiter in Richtung Moseltal. Von einst 28 Mühlen kann man hier noch acht sehen, die teilweise gastronomisch genutzt werden.
Vom Wandermagazin wurde der Weg 2019 zum schönsten Wanderweg Deutschlands ernannt.
Ein großer Teil des Wanderweges ist Teil des 75 km langen Karolingerwegs von Prüm nach Cochem.